# Gunilla Bandolin
Carin Gunilla Bandolin, nació el 19 de julio de 1954 en Köping, es una escultora sueca.

## Biografía
Gunilla Bandolin estudió en la Escuela de Periodismo de la Universidad de Estocolmo de 1973 a 1975, literatura en la Universidad de Uppsala de 1974 a 1976 y humanidades en la Universidad de Karlstad en 1979. Posteriormente estudió en la Escuela de Arte de Estocolmo de 1978 a 1983.

## Trayectoria
Gunilla Bandoli, además, de su faceta artística como escultora ha dedicado parte de se trayectoria profesional a la  carrera docente, así, ha trabajado: 
como profesora de arquitectura paisajista en la Universidad de Agricultura de Alnarp de 1995 a 2001 y profesora invitada en el Instituto Real de Tecnología de Estocolmo de 2001 a 2006, así como profesora del Departamento de Arte de 2006 a 2015. Ha editado la revista Mama de arquitectura moderna. 
También ha sido crítica de arte en la prensa diaria, incluso en Expressen 1998–2003 y en Dagens Nyheter desde 2004. 

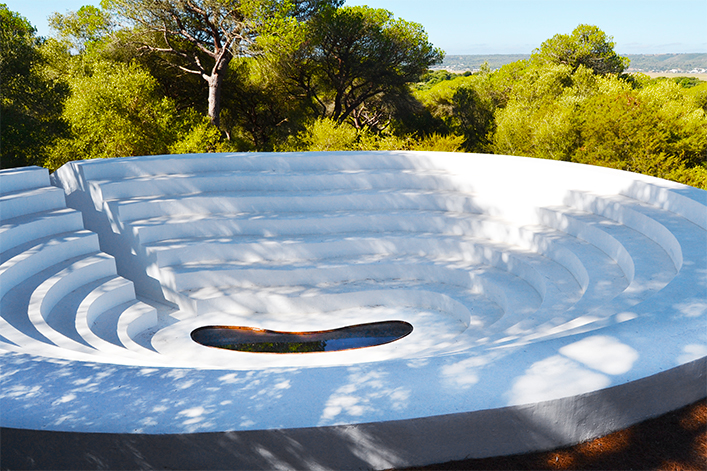
Impresión del cielo

## Obras públicas
- Tetraedern, 2018, instalación deportiva al aire libre concebido dentro del Drum Land Art en el municipio de Växjö, Suecia.[4]

- Stjärnberget, granito, 2014, Stadsparken en Eskilstuna,
- Gyrokompassen, land art  2013, junto al lago Trummen en Växjö
- Fågelberget, roble, 2011, frente a la residencia de estudiantes Chabo, Kemivägen, Gotemburgo
- La molécula, escultura en roble, 2008, Kemicentrum en Lund, fabricada por el astillero de Holm en Råå,
- Cenador de ladrillo y vidrio, 2005, en la escuela Ekängens en Linköping
- Utposten, piedra, 2004, en la sede de Posten en Solna
- Esculturas en granito, 2003, los acercamientos de Huddinge y de Nynäshamn en el Södra länken de Estocolmo
- Observatorio, 2001, escultura en Hammarby sjöstad en Estocolmo
- Impresión del cielo, 2001, anfiteatro, parque de esculturas Fundación NMAC en Vejer de la Frontera, Andalucía en España.[5]
- Cinco urnas fuera del hospital de Visby, 1987
- Bojsenburg, rotonda, 1994, Falun
- Escultura de agua en el edificio de oficinas de Telenor en Bergen
- Solomon's Well, ladrillo, 1994, Socrates Sculpture Park, Queens en Nueva York, EE. UU.
- Arte acuático, 1993, oficina de Tetra Pak en Lausana, Suiza
- Diez esculturas de hierro fundido en el parque Starrbäcksängens en el distrito de Gärdet, Estocolmo (junto con el arquitecto paisajista Bengt Isling ) Observatorio en Hammarby sjöstad, Estocolmo

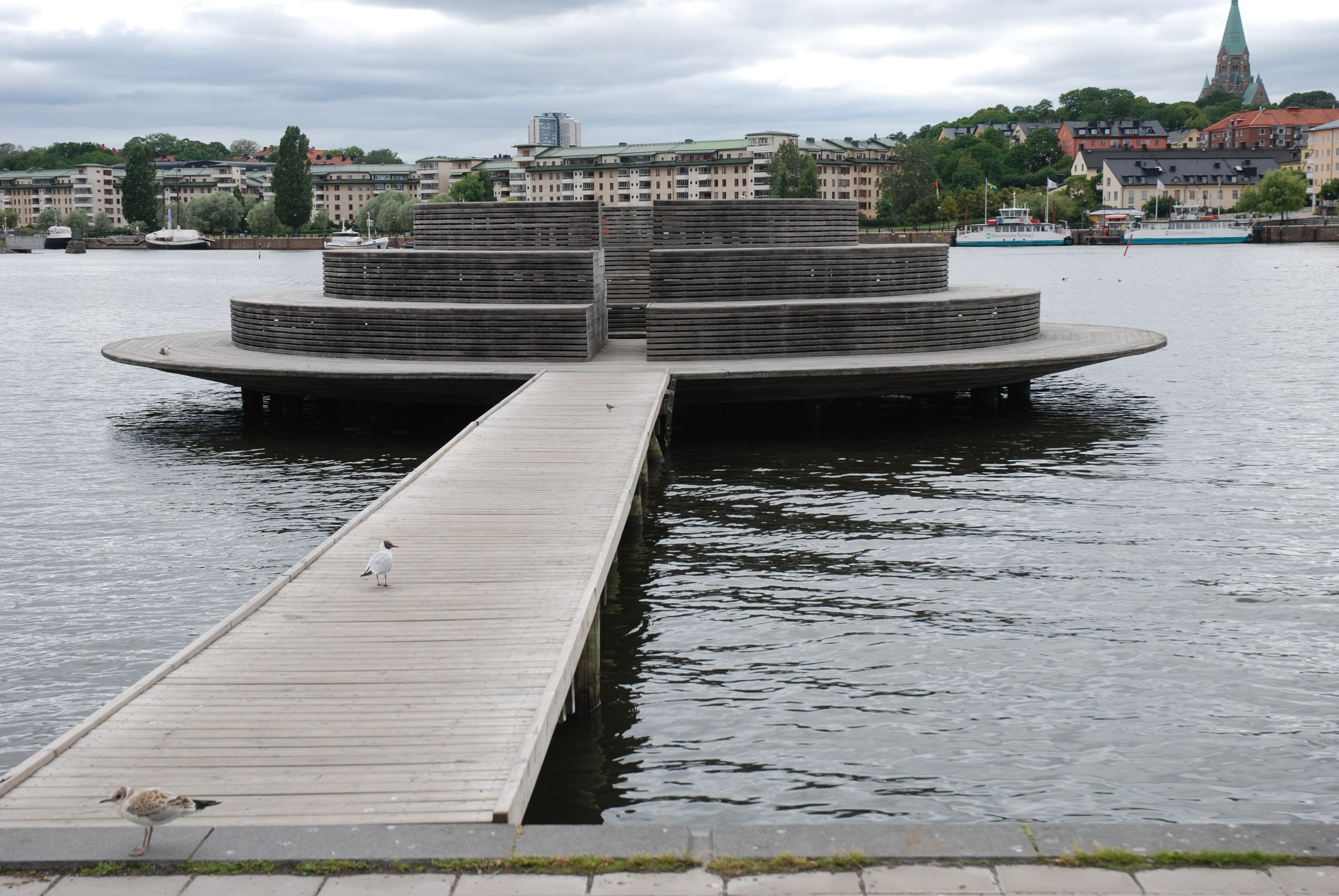
Observatorio en Hammarby sjöstad, Estocolmo

- Pirámide, ladrillo, tierra, hierba, 1989, parque de esculturas de Wanås, municipio de Östra Göinge.
- Sky Park, arte de la tierra, hierba, piedras, 1986, barrio de Mrllan Yllemattan y barrio de Flossamattan, Torvalla en Östersund

## Galería de fotos

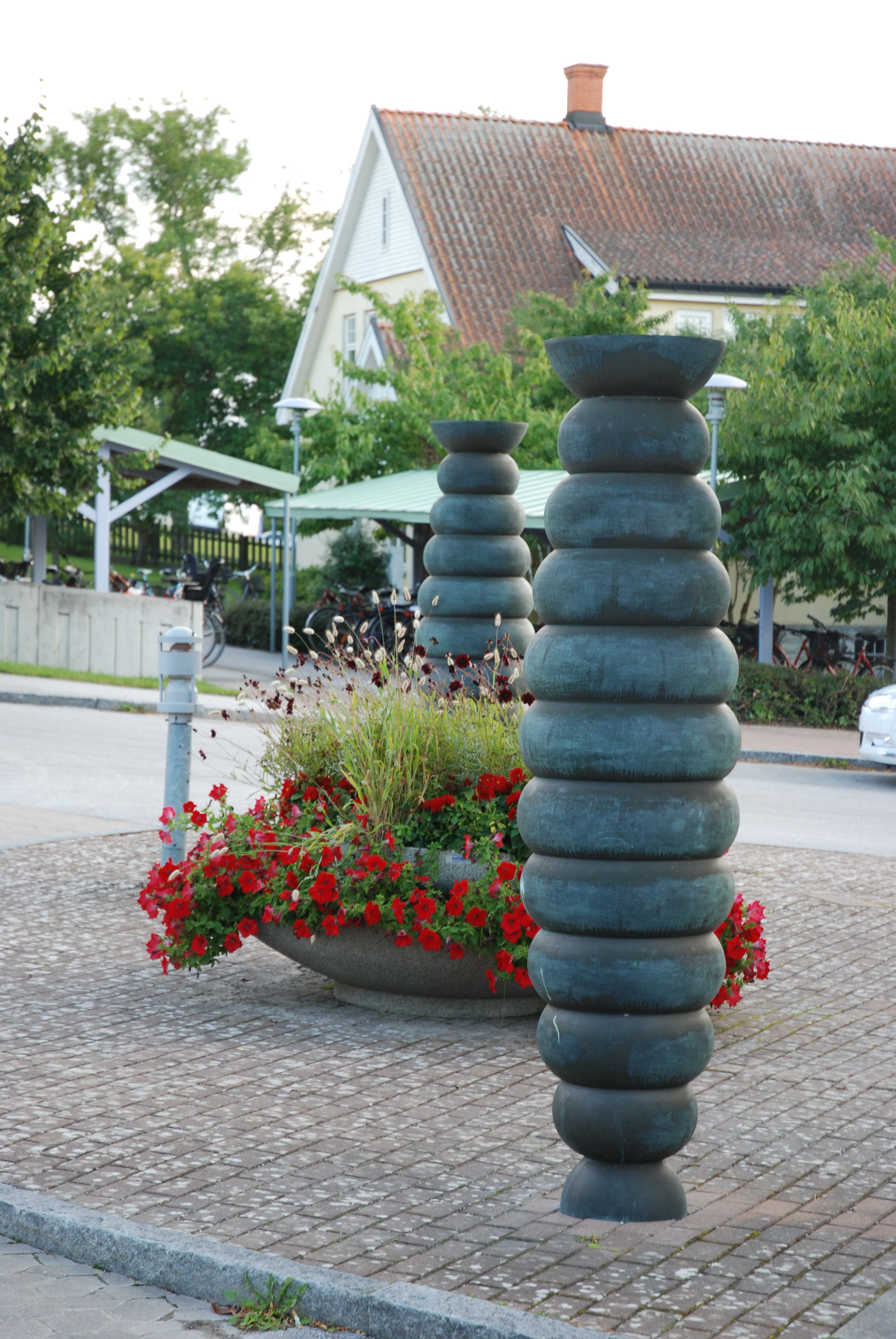
Urnas, fuera del hospital de Visby
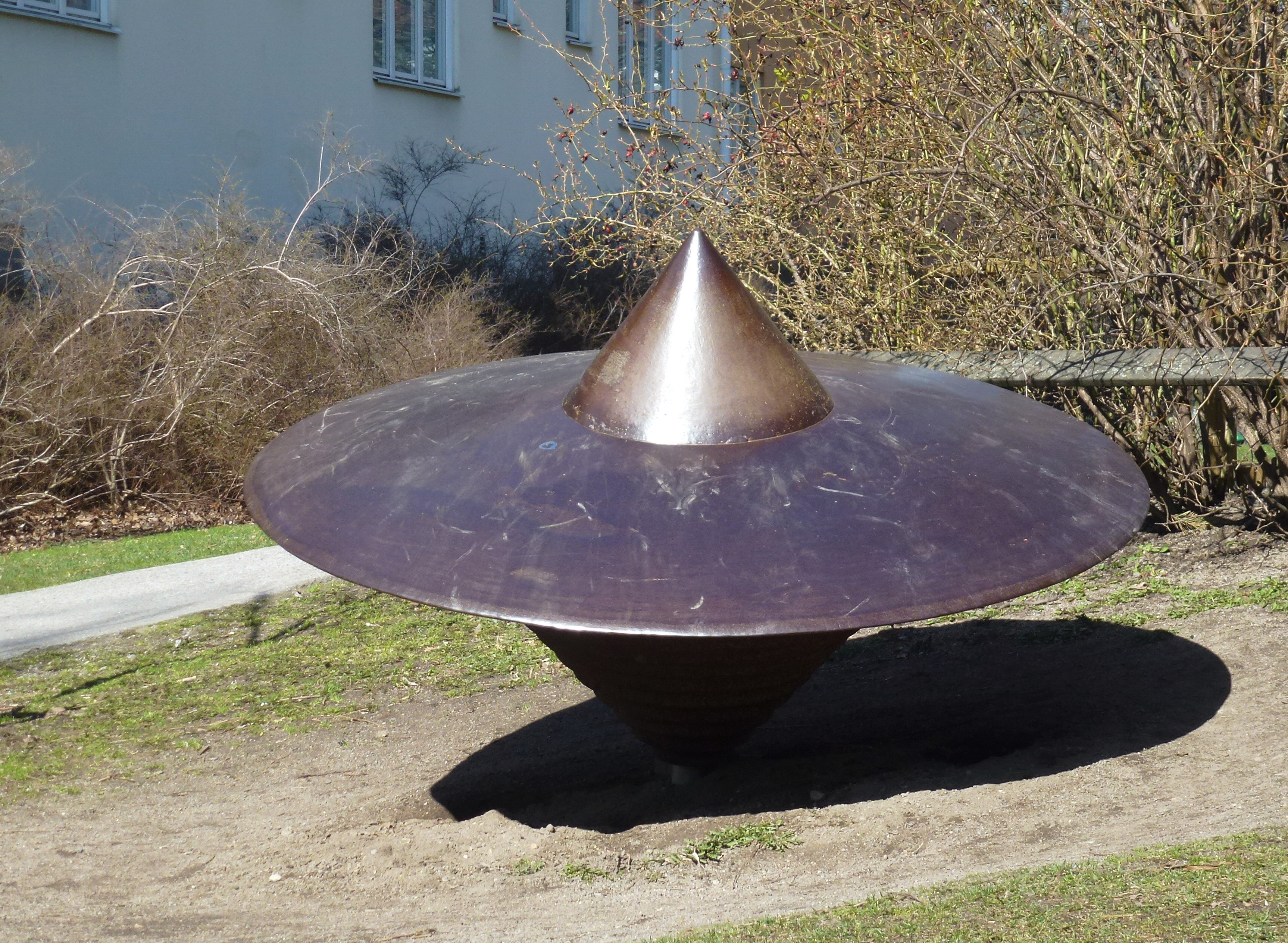
Escultura de juego en Starrbäcksängen, Estocolmo
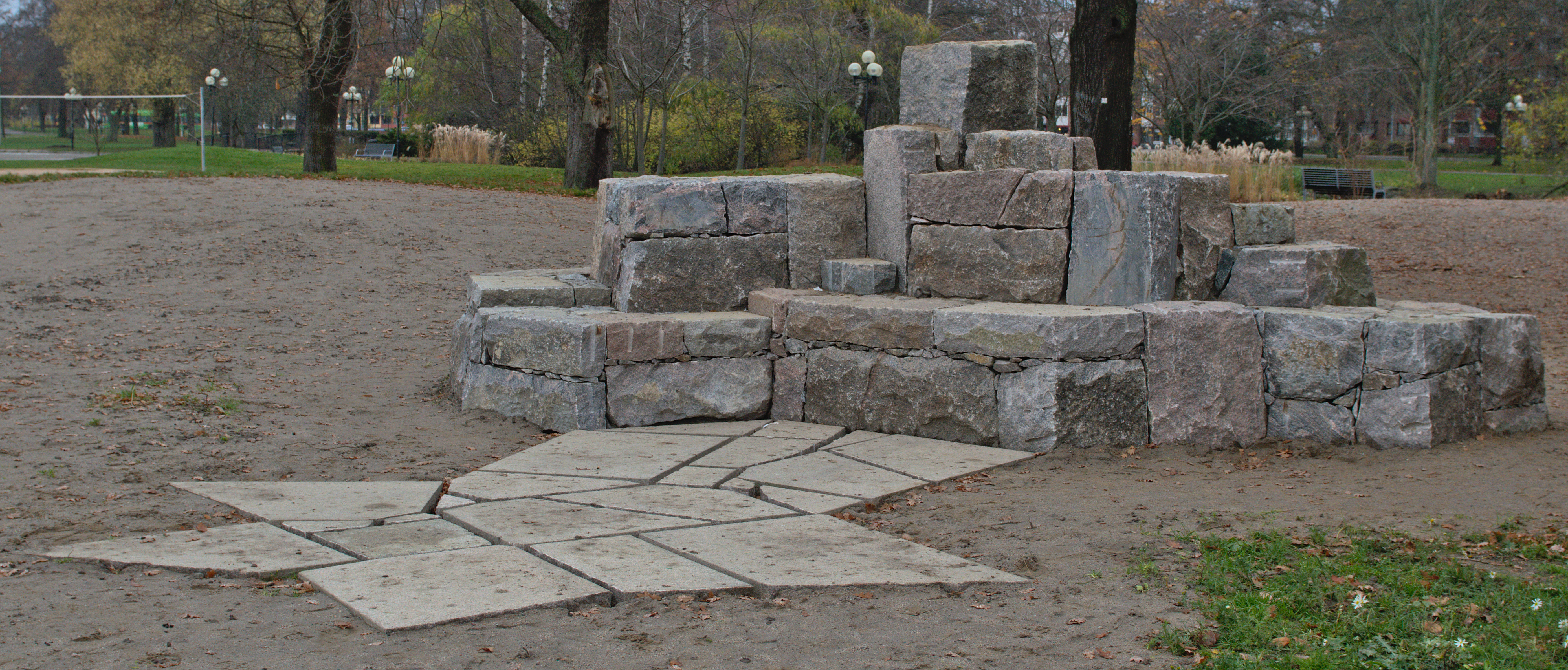
Stjärnberget, escultura en Eskilstuna
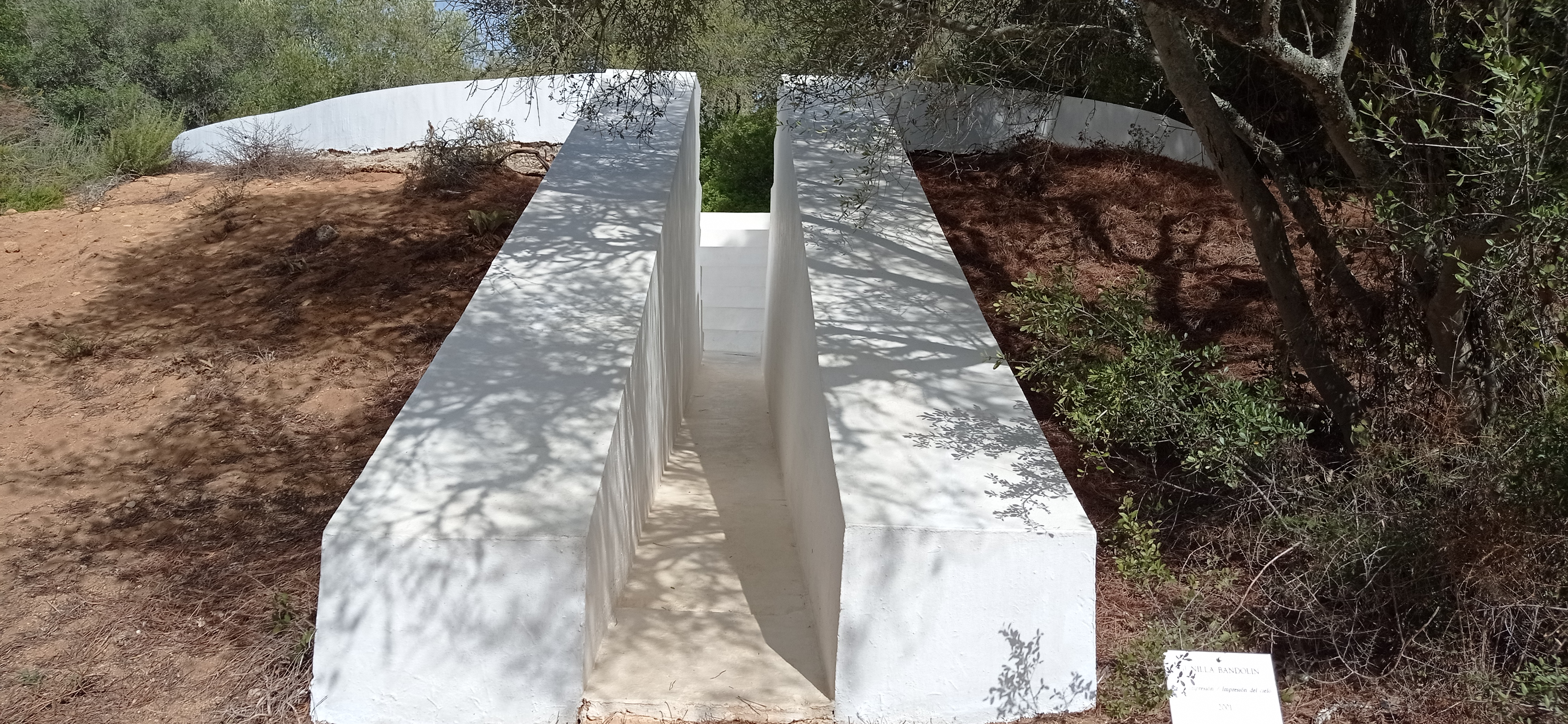
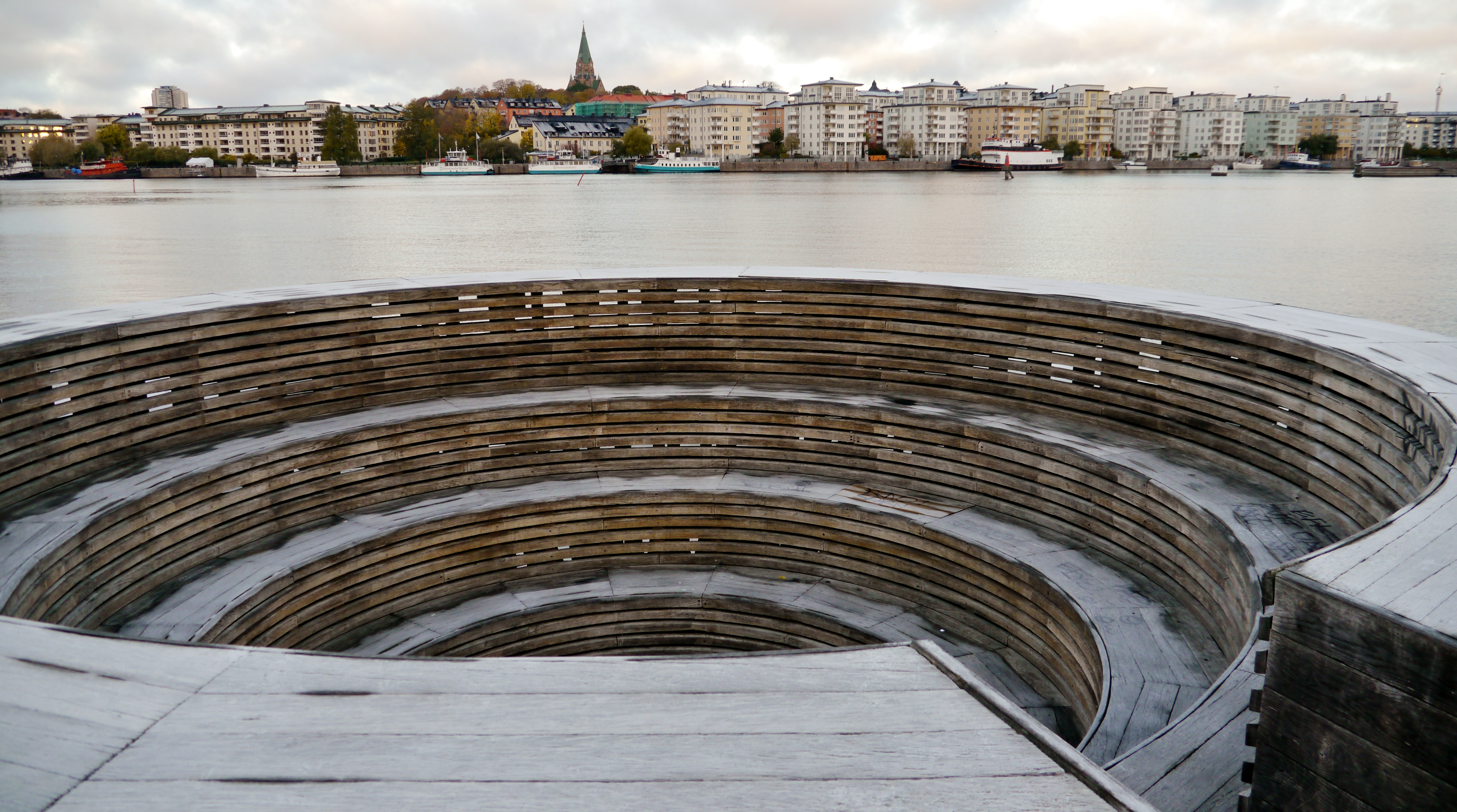